# Deep Dish
Deep Dish este o pereche de producători de muzică formată din americanii de origine iraniană Ali "Dubfire" Shirazinia si Sharam Tayebi.

## Discografie
| - 1998 Junk Science - 2005 George Is On - 1994 "Chocolate City (Love Songs)" - 1994 "High Frequency" (Pres. Quench) - 1994 "The Dream" (Pres. Prana) - 1995 "Sexy Dance" (Pres. Quench DC) - 1995 "Come Back" (Pres. DC Deepressed) - 1995 "Wear The Hat" - 1996 "Stay Gold" - 1997 "Stranded" - 1998 "Stranded (In Dub)" - 1998 "The Future of the Future (Stay Gold)" (with Everything but the Girl) - 1999 "Mohammad Is Jesus…" - 1999 "Summer's Over" - 2003 "Global Underground: Toronto [12" Single] - 2004 "Flashdance" - 2005 "Say Hello" - 2006 "Sacramento" - 2006 "Dreams" (with Stevie Nicks) - "Be the Change", an eclectic musical work dedicated to Anousheh Ansari's space flight as she became the world's first female private space traveler | - 1995 Penetrate Deeper - 1995 Undisputed - 1996 In House We Trust Vol. 1 - 1996 DJ's Take Control, Vol. 3 - 1997 Cream Separates - 1998 One Nation Under House Session 1 - 1998 One Nation Under House Session 2 - 1999 Yoshiesque - 2000 Renaissance Ibiza - 2001 Global Underground: Moscow - 2001 Yoshiesque, Vol. 2 - 2003 Global Underground: Toronto - 2006 Global Underground: Dubai (by Sharam) - 2007 Global Underground: Taipei (by Dubfire) - 1992 Hex - Tricky Jazz - 1996 Alcatraz - Give Me Luv - 2002 Timo Maas - Help Me - 2003 Various Artists - Slip 'N' Slide Ibiza 2 - 1996 The Unknown Factor - The Basic Factor Album |

### Remix-uri
| - 1993 Scottie Deep featuring Toni Williams - Soul Searchin' - 1993 Naomi Daniel - Feel The Fire - 1993 Angela Marni - Slippin' & Slidin' - 1993 BT - Relativity - 1994 Elastic Reality - Cassa De X - 1994 Prana - The Dream - 1994 Joi Cardwell - Trouble - 1994 Gena Bess - How Hard I Search - 1994 BT - The Moment Of Truth - 1994 Scott Taylor - Don't Turn Your Back On Me - 1995 Janet Jackson - When I Think Of You - 1995 The Shamen - Transamazonia - 1995 Quench - Sexy Dance - 1995 Ashley Beedle - Revolutions In Dub - 1995 De'Lacy - Hideaway - 1995 Dajae - Day By Day - 1995 Paula Abdul - Crazy Cool - 1995 e-N - The Horn Ride - 1995 Gusto - Disco's Revenge - 1995 Swing 52 - Color Of My Skin - 1996 Everything but the Girl - Wrong - 1996 The Beloved - Three Steps To Heaven - 1996 Global Communication - The Deep - 1996 Aquarythm - Ether's Whisper - 1996 Pet Shop Boys - Se A Vida É (That's The Way Life Is) - 1996 Lisa Moorish - Mr. Friday Night - 1996 Sandy B - Make The World Go Round - 1996 All-Star Madness - Magic - 1996 De'Lacy - That Look - 1996 Victor Romeo - Love Will Find a Way - 1996 Dangerous Minds - Live In Unity - 1996 Dished-Out Bums - Lost In Space - 1996 Kristine W - Land Of The Living - 1996 Tina Turner - In Your Wildest Dreams - 1996 Alcatraz - Giv Me Luv - 1996 BT featuring Tori Amos - Blue Skies - 1997 D-Note - Waiting Hopefully - 1997 Adam F - Music In My Mind - 1997 Sandy B - Ain't No Need To Hide - 1997 Olive - Miracle - 1997 Michael Jackson - Is It Scary | - 1998 Love and Rockets - Resurrection Hex - 1998 Danny Tenaglia featuring Celeda - Music Is the Answer - 1998 Eddie Amador - House Music - 1998 DJ Rap - Good To Be Alive - 1998 16B - Falling - 1998 The Rolling Stones - Saint Of Me - 1999 Brother Brown Featuring Frank'ee - Under The Water - 1999 Eddie Amador - Rise - 1999 Billie Ray Martin - Honey - 1999 Slipknot - (Sic) - 1999 J.D. Braithwaite - Give Me the Night - 1999 Beth Orton - Central Reservation - 2000 Amber - Sexual (Li Da De) - 2000 Madonna - Music - 2000 Gabrielle - Rise - 2000 Morel - True (The Faggot Is You) - 2000 Sven Vath - Barbarella - 2000 Dusted - Always Remember To Respect and Honour Your Mother - Part One - 2001 Dido - Thank You - 2001 iiO - Rapture - 2001 *NSYNC - Pop - 2001 Planet Funk - Inside All the People - 2001 Madonna - Impressive Instant - 2001 Delerium - Innocente - 2001 Depeche Mode - Freelove - 2002 Justin Timberlake - Like I Love You - 2002 Timo Maas featuring Kelis - Help Me - 2002 Beenie Man featuring Janet - Feel It Boy - 2002 Elisa - Come Speak To Me - 2003 Dido - Stoned - 2003 Whatever, Girl - Activator - 2003 P. Diddy - Let's Get Ill - 2004 Louie Vega & Jay 'Sinister' Sealée Feat. Julie McKnight - Diamond Life - 2005 David Guetta - The World Is Mine - 2005 Paul van Dyk - The Other Side - 2006 Robbie Rivera - Float Away - 2006 Coldplay - Clocks |

## Poziționări
| An   | Single-uri                                                            | Poziții de top | Poziții de top | Poziții de top | Poziții de top | Poziții de top | Poziții de top | Poziții de top | Poziții de top | Poziții de top | Poziții de top | Poziții de top | Poziții de top | Poziții de top |
| An   | Single-uri                                                            | USA            | CHE            | NL             | UK             | BEL            | FIN            | IRE            | GER            | ITA            | AUS            | FRA            | AUT            | TUR            |
| ---- | --------------------------------------------------------------------- | -------------- | -------------- | -------------- | -------------- | -------------- | -------------- | -------------- | -------------- | -------------- | -------------- | -------------- | -------------- | -------------- |
| 1996 | "Stay Gold"                                                           | -              | -              | -              | 41             | -              | -              | -              | -              | -              | -              | -              | -              | -              |
| 1997 | "Stranded"                                                            | -              | -              | -              | 60             | -              | -              | -              | -              | -              | -              | -              | -              | -              |
| 1998 | "The Future of the Future (Stay Gold)" (with Everything but the Girl) | 1              | -              | -              | 31             | -              | -              | -              | -              | -              | -              | -              | -              | -              |
| 2003 | "Like I Love You (Deep Dish Zig Zag Remix)" (with Justin Timberlake)  | 1              | -              | -              | -              | -              | -              | -              | -              | -              | -              | -              | -              | -              |
| 2004 | "Stoned (Deep Dish Remix)" (with Dido)                                | 1              | -              | -              | -              | -              | -              | -              | -              | -              | -              | -              | -              | -              |
| 2004 | "Flashdance"                                                          | 36             | 89             | 5              | 3              | 25             | -              | 14             | 63             | 43             | 14             | 33             | 55             | 12             |
| 2005 | "Say Hello"                                                           | 1              | 90             | -              | 14             | -              | 4              | 18             | 72             | 35             | 40             | -              | -              | 1              |
| 2005 | "Sacramento"                                                          | -              | -              | -              | -              | -              | 9              | 45             | -              | -              | -              | -              | -              | 86             |
| 2005 | "Flashing For Money" (with Dire Straits)                              | -              | -              | -              | -              | -              | -              | -              | -              | -              | -              | -              | 48             | 80             |
| 2006 | "Dreams" (with Stevie Nicks)                                          | 26             | -              | 18             | 14             | 42             | 6              | 22             | -              | 39             | 27             | -              | -              | 37             |
| 2006 | "PATT (Party All The Time)" (by Sharam)                               | -              | -              | 36             | 8              | -              | -              | -              | -              | -              | -              | -              | -              | 83             |